# Gehirn & Geist
Gehirn & Geist (Eigenschreibweise Gehirn&Geist) ist eine populärwissenschaftliche Monatszeitschrift zu den Themen Psychologie, Hirnforschung und Medizin, die als Schwesterpublikation von Spektrum der Wissenschaft seit 2002 in der Spektrum der Wissenschaft Verlagsgesellschaft erscheint. Es handelt sich um die deutschsprachige Ausgabe der Zeitschrift Mind aus dem Verlagsportfolio von Scientific American.
Veröffentlicht werden Artikel zu den Themen Neurologie, Neurobiologie, Verhaltensforschung, Psychologie, Philosophie und Religion.
Zum wissenschaftlichen Beirat gehören Angela D. Friederici, Frank Rösler, Gerhard Roth, Henning Scheich, Wolf Singer und Wolfgang Wahlster.